# Malin Petersen
Malin Petersen, född 31 januari 1981 i Alva, Gotland, är en svensk ryttare. Hon har tävlat för Gotlands Lantliga Ryttarförening.
Hon tog silver vid Svenska mästerskapen i fälttävlan 2011.
Petersen tävlade i två grenar (individuell fälttävlan och lagtävlingen i fälttävlan) för Sverige vid olympiska sommarspelen 2012 i London.